# Bloementunnel
De Bloementunnel is een deels gerealiseerde tunnelaftakking in de Schipholtunnel die beoogd was om een verbinding met de Bloemenveiling Aalsmeer te leggen. Een eerste tunneldeel in ruwbouw is aangelegd. Dit korte deel takt af van de buitenste buis aan de oostzijde van het tracé van Hoofddorp naar Schiphol.
Dit betreft een gewone spoortunnel en moet niet verward worden met een in de jaren 1990 geplande autonome transportunnel die ook als Bloementunnel bekend staat.
De tunnel is nooit voltooid, wijzigingen in de wereldwijde bloemenmarkt maken het onwaarschijnlijk dat de tunnel ooit voor het beoogde doel in gebruik wordt genomen. Nu slapen de daklozen van Schiphol er weleens in.